# نا هيسوك
نا هيسوك (28 أبريل 1896 - 10 ديسمبر 1948) كانت شاعرة وكاتبة ورسامة ومعلمة وصحفية ونسوية كورية. كتبت ونشرت أعمالها تحت الاسم المستعار جيونغول. وكانت أول رسامة محترفة وكاتبة نسوية في كوريا. إذ كانت لوحاتها من بين أولى اللوحات ذات النمط الغربي في كوريا، ونشرت الروايات والقصص القصيرة النسوية. واشتهرت بتوجهها النسوي بسبب انتقادها لمؤسسة الزواج في أوائل القرن العشرين.

## سيرتها المهنية
اشتهرت نا هيسوك في شبابها بروحها العالية وصراحتها، فأوضحت رغبتها بأن تكون رسامة ومفكرة، رافضة النموذج التقليدي «للزوجة الصالحة، والأم الحكيمة». وتعلق أهم مؤلفاتها، كيونغوي، الذي نُشر عام 1918، باكتشاف المرأة لذاتها ومن ثم بحثها عن معنى الحياة «كامرأة جديدة»؛ فكانت أول قصة قصيرة نسوية في الأدب الكوري.
تخصصت نا هيسوك بالرسم الزيتي الغربي في كلية طوكيو للفنون، بعد تخرجها من مدرسة جينميونغ الثانوية للبنات في 1913. وكتبت نا أثناء دراستها عدة مقالات تنتقد النموذج الكوري التقليدي «الزوجة الصالحة، الأم الحكيمة»، قائلة إنها تريد أن تسعى وراء الفن. وفي أبريل 1915، أصبحت نا المنظم الأول لجمعية الطالبات الكوريات في اليابان. وفي ذلك الوقت تقريبًا وقعت في حب تشو سانغو، طالب في جامعة كيو ورئيس تحرير وناشر دورية هاكتشيغوانغ. حظيت العلاقة بين نا وتشو باهتمام كبير بين الطلاب الكوريين في اليابان، كما كان ارتباط نا الأدبي والشخصي الوثيق مع يي غوانغسو. وفي ربيع عام 1915، استدعاها والدها إلى المنزل وضغط عليها لقبول عرض زواج من عائلة مرموقة. تمكنت نا من التملص من ذلك بقبولها منصبًا تدريسيًا في مدرسة ابتدائية، وفقًا لما روته لاحقًا. وبعد عام على التدريس وتوفير المال اللازم للرسوم الدراسية، عادت نا إلى طوكيو في نهاية عام 1915 لاستئناف دراستها. ولكن في أبريل 1916، توفي تشو سانغو بمرض السل، واضطرت نا إلى التوقف مؤقتًا عن دراستها لحين تعافيها من الانهيار العصبي.
وفي عام 1919، شاركت في حركة الأول من مارس ضد الحكم الياباني. وسُجنت على إثر ذلك، وسرعان ما تزوجت من المحامي الذي عينته أسرتها لتمثيلها.
وفي عام 1920، أسست نا هيسوك مع كيم إيل يوب وعشرة رجال آخرين، الدورية الأدبية بي ييهو. وفي أوائل عشرينيات القرن العشرين، ساهم كل من كيم ونا بسلسلة من المقالات في أول دورية مخصصة للنساء الكوريات، وتدعى سينيويا، أو «النساء الجديدات»، حول موضوع تحسين ملابس النساء الكوريات. طالبا بملابس أكثر راحة وعملية للنساء الكوريات بهدف المساعدة على تحسين نظافتهن وصحتهن وصورتهن الشخصية، ونددا بالفساتين الكورية التقليدية التي صُممت دون مراعاة الراحة الجسدية للمرأة والحماية والملاءمة.
وفي 10 أبريل 1920، تزوجت نا هيسوك من كيم وو يونغ، في قاعة زفاف جيونغ دونغ، سيول. كان زواجهما نتيجة حب، أمرٌ نادر الحدوث في كوريا وقتها. وفي 18 مارس 1921، أقامت نا معرضها الأول للوحات وأول معرض لرسامة كورية على الإطلاق في سيول. وفي عام 1923، جذبت نا الكثير من الاهتمام لمقالها «أفكار حول الأمومة»، الذي انتقدت فيه زوجها لترك تربية الأطفال لها بالكامل.
وفي عام 1927، ذهبت نا هيسوك وزوجها في جولة أوروبية لمدة ثلاث سنوات برعاية الحكومة اليابانية، مما جعلها أول امرأة كورية تسافر إلى أوروبا وأمريكا. وأثناء تنقلها في جميع أنحاء أوروبا، رسمت نا لوحات من خلال رصدها للثقافة الأوروبية بدراسة العادات والفنون والحياة الأسرية بعناية، فضلًا عن استكشاف كيفية وصف النساء لأنفسهن. وبعد عودتها من الخارج، واصلت نا تنسيق أعمالها الفنية، إذ نظمت معرضًا في سوون، مسقط رأسها، وعرضت فيه مجموعتها الفنية التي رسمتها في أوروبا وكذلك نسخ الأعمال الفنية التي حصلت عليها خلال رحلاتها.
درست نا الرسم في فرنسا في حين أصبح كيم دبلوماسيًا يابانيًا. وأثناء وجودها في باريس، بغياب زوجها، قيل إنها انخرطت في علاقة غرامية مع زعيم تشوندو- كيو، تشوا رين، علاقة أصبحت مادة دسمة لصحفيي الشائعات. طلقها زوجها بسبب الخيانة الزوجية في 1931. ومن غير المعروف ما إن أخلصت لزوجها حقًا أم لا؛ تدل مذكراتها أنه حتى أواخر الثلاثينيات من عمرها، حاولت جاهدة أن تظل وفية لمكانتها كزوجة وأم حسب التقاليد الكورية على الرغم من الإذلال والإحباطات العديدة الناتجة عن زواجها التعيس. وعلى أي حال، اعتُبرت ووُصمت بأنها امرأة استخدمت طموحاتها الفنية ذريعةً للتخلي عن الجنس. وفي عام 1931، رفعت نا دعوى قضائية ضد تشوا في محكمة فرنسية بتهمة «التشهير بسمعة امرأة» بعد أن نشر مقالًا بذيئًا يروي علاقتهما.
وعلى الرغم من الطلاق والسمعة المشينة، واصلت نا هيسوك الرسم وفازت بجائزة خاصة في معرض جوسون الفني العاشر عام 1931. ونشرت مقالًا بعنوان شهادة طلاق في مجلة سامتشولي عام 1934، أثارت فيه قضايا عدم المساواة بين الجنسين التي تؤيدها الأخلاق والتقاليد الكورية. وتحدت النظام الاجتماعي الأبوي والعقلية الذكورية في المجتمع الكوري في ذلك الوقت. وفي شهادة طلاق، انتقدت نا قمع النشاط الجنسي للإناث؛ ذكرت أن زوجها السابق لم يكن قادرًا على إرضائها جنسيًا ورفض مناقشة الأمر؛ ونادت في النهاية «باختبارات الزواج»، إذ يعيش الزوجان معًا قبل الزواج لتجنب تكرار زواجها التعيس. كان شهادة طلاق ما دمر مهنة نا في النهاية، إذ اعتُبرت آرائها فاضحة وصادمة، نظرًا لأن الثقافة الكونفوشيوسية الكورية التقليدية تعتبر الجنس قبل الزواج من المحرمات ولم يكن يُسمح للنساء التحدث بصراحة عن حياتهن الجنسية. ونظرًا لعدم تمكنها من بيع لوحاتها أو مقالاتها أو قصصها، أصبحت نا هيسوك تعاني من الفقر المدقع وأمضت سنواتها الأخيرة تعيش في جمعية الأديرة البوذية الخيرية. وكانت إحدى نتائج هذا الإهمال صعوبة التحقق من اللوحات التي رسمتها - على الرغم من أن نا هيسوك تُعتبر اليوم واحدة من أعظم الرسامين في كوريا، إذ بيعت أعمالها بملايين الوون - ووجود عدد من اللوحات المقلدة التي ظهرت في الأسواق.
توفيت في 10 ديسمبر 1948 في مستشفى خيري. ونظرًا لعدم وجود أحد اعتنى بها في الأيام الأخيرة، لا يزال موقع قبرها مجهولًا. وغالبًا ما استُخدم مصيرها لتوبيخ الشابات الكوريات ممن يملكن طموحات أدبية أو فنية؛ فكانت عبارة «هل تريدين أن تصبحي نا هيسوك أخرى؟» توبيخًا متكررًا للفتيات والشقيقات الأصغر سنًا. ومع ذلك، فقد أُقرت مؤخرًا في كوريا لإنجازاتها الفنية والأدبية. وافتتح مركز سيول للفنون معرضًا بأثر رجعي لأعمالها في 2000.